# Adrian Lungu

a Compétitions nationales et continentales officielles uniquement.

b Matchs officiels uniquement.
Dernière mise à jour le 22 septembre 2018.
Adrian Lungu, né le 5 septembre 1960 à Năvodari, est un joueur roumain de rugby à XV. Il évolue au poste de trois-quarts centre ou ailier.

## Biographie

### Triple champion de Roumanie
Il commence par le handball où il est sélectionné en Équipe de Roumanie chez les jeunes puis vient au rugby
Il joua au RC Steaua, au Farul Constanța et au Dinamo Bucarest où il fut plusieurs fois champion de Roumanie.
Remarqué lors de la coupe du monde 1991, notamment lors d’un match contre le Canada à Toulouse où il réalise une prestation remarquable avec un essai à la clé, il signe au Castres Olympique.

### Champion de France 1993 avec Castres, après une finale polémique
Adrian Lungu sera 3 ans titulaire au centre au CO.
Pour sa première saison avec le club tarnais, il participe à la demi-finale du championnat 1992, perdu contre le RC Toulon, futur champion de France.
L'année suivante, il est titulaire lors de la finale 1993 au Parc des Princes, gagné 14-11 devant le FC Grenoble et rendu polémique par les erreurs d'arbitrages en défaveur des Grenoblois, battus 14-11 avec notamment un essai irrégulier accordé au All Black du CO Gary Whetton, et un essai refusé au Grenoblois Olivier Brouzet. C'est le deuxième roumain à être champion de France et à soulever le Bouclier de Brennus. 
La même année, il disputera la finale du Challenge Yves du Manoir perdue 13-8 face au Stade toulousain.

### Vice-champion de France 1995
Après une dernière bonne saison en 1994, il perdra progressivement sa place au profit des futurs internationaux Alain Hyardet et Jean-Marc Aué, qui sont titulaires lors de la finale 1995 face à Toulouse.
Il continue sa carrière avec l’équipe réserve du CO et remporte l’année suivante en 1996, le championnat de France de Nationale B devant Brive. 
Son fils Remus Lungu, formé au Castres olympique, club avec lequel il fut Champion de France Cadet en 1996 joua à Perigueux et au Rugby Club Stade phocéen de Marseille (entre autres clubs), fut aussi international roumain au poste de demi d'ouverture.

### Intendant au CO
Depuis les années 2000, Adrian Lungu et sa femme gèrent l'intendance au CO qui fut champion de France 2013 et 2018.

## Débuts
Formé au Locomotiva Bucarest par Pete Lungu (aucun lien de parenté).

## Carrière

### En club
Locomotiva Bucarest 1976 à 1979
Steaua Bucarest de 1979 à 1981
Farul Constanța de 1981 à 1983
Dinamo Bucarest de 1983 à 1986
Farul Constanța de 1986 à 1987
Dinamo Bucarest de 1987 à 1991
Castres olympique de 1991 à 1996

### En équipe de Roumanie
Adrian Lungu a connu sa première sélection le 13 avril 1980 contre l'Italie. Sa dernière apparition a lieu le 3 juin 1995 contre les Australiens. Il fut le joueur le plus sélectionné de l'équipe de Roumanie, dépassé par Cristian Petre en 2011.
Il fit partie des joueurs symbolisant cette équipe de Roumanie puissante et physique, venue à bout d'un bon nombre de grandes nations du rugby, comme le Pays de Galles en 1983, battu 24-6 à Bucarest.

## Palmarès

### En club
Steaua Bucarest
- Champion de Roumanie en 1980 et 1981

 Dinamo Bucarest
- Champion de Roumanie en 1991

 Castres olympique
- Champion de France en 1993[6]
- Vice-champion de France en 1995
- Vainqueur du Challenge Jean-Bouin en 1992
- Finaliste du Challenge Yves du Manoir en 1993

### En sélection
Roumanie
- Vainqueur de la Trophée européen FIRA en 1981 et 1983

## Statistiques en sélection nationale
- 76 sélections
- 3 essais (12 points).
- Sélections par année : 2 en 1980, 6 en 1981, 6 en 1982, 8 en 1983, 4 en 1984, 6 en 1985, 8 en 1986, 6 en 1987, 7 en 1988, 7 en 1989, 3 en 1990, 7 en 1991, 5 en 1992, 1 en 1995.

### Coupes du monde
- 1987 : 3 sélections (Zimbabwe, France, Écosse).
- 1991 : 3 sélections (France, Canada, Fidji).
- 1995 : 1 sélection (Wallabies).